# Djenebou Sissoko
Pour les articles homonymes, voir Sissoko.
Djenebou Sissoko, née le 27 juin 1982 à San, est une joueuse malienne de basket-ball, évoluant au poste d'ailière.

## Biographie
Elle est née à San, localité située à 450 km de Bamako dans une famille sportive de 19 enfants dont elle est la 17e. Après le football, elle commence le basket-ball à 14 ans. A 16 ans déjà, elle rejoint le club du Djoliba AC de Bamako de 1998 à 2002. Remarquée, elle passe six ans aux États-Unis, (notamment à Union University en NAIA, dans le Tennessee).
Elle arrive en Pologne (Pruskow, Poznań), puis en Suisse à Sdent Helios Basket à Vétroz, pour un titre de finaliste du championnat suisse. En 2011-2012, elle évolue en Pologne, d'abord à MKS Tęcza Leszno (12,3 points et 8,6 rebonds en sept rencontres), puis à Artego Bydgoszcz à partir de janvier 2012 (15,3 points et 8,8 rebonds en 21 rencontres), avant de signer en Belgique au Belfius Namur. En Eurocoupe, elle inscrit 12,2 points et 10,8 rebonds. Avec elle et Julie Wojta, Namur remporte son 15e titre de champion de Belgique (19,2 points et 11,8 rebonds), puis la Coupe de Belgique, dont elle est nommée MVP de la finale,.

## Équipe nationale
Internationale malienne, elle dispute les Jeux olympiques de 2008, inscrivant 34 points et 22 rebonds en cinq rencontres.
En 2011, elle est une des joueuses majeures du Mali qui accroche la troisième place du Championnat d'Afrique avec 16,4 points (meilleure marqueuse du tournoi) et 6,9 rebonds. Elle dispute championnat du monde 2010 en Tchéquie (10,2 pts).

## Palmarès
- Médaille de bronze au championnat d'Afrique 2009
- Médaille de bronze au championnat d'Afrique 2011

- Coupe de la ligue 2011 avec Vétroz (Suisse)
- Coupe de la Suisse 2011
- Championne de Belgique 2013[7]
- Coupe de Belgique 2013 [7]